# Otospermophilus atricapillus
Il citello della Bassa California (Otospermophilus atricapillus (W. E. Bryant, 1889), syn.: Spermophilus atricapillus) è un roditore della famiglia degli Sciuridi (Sciuridae). Vive esclusivamente nella penisola della Bassa California, che appartiene al Messico.

## Descrizione
Il citello della Bassa California presenta una lunghezza testa-corpo di circa 23,0-30,0 centimetri e un peso di 230-500 grammi. La coda misura circa 20 centimetri ed è quindi più corta del resto del corpo, ma molto più lunga e pronunciata rispetto a quella di altri citelli. Le specie del genere Otospermophilus hanno il dorso di colore marrone più o meno screziato o chiazzato, a causa delle bande color sabbia dei peli che lo ricoprono. Una caratteristica distintiva del citello della Bassa California è una macchia scura di forma triangolare che si estende dalla parte posteriore della testa al collo e alla parte anteriore della schiena. I peli sul dorso e sulla coda sono neri alla base e bianco-rosati nella parte superiore. Gli occhi sono contornati da un anello chiaro. La specie si differenzia dal citello delle rocce (Otospermophilus variegatus) e dal citello di Beechey (Otospermophilus beecheyi) per la zona scura sulla schiena; rispetto a quest'ultimo, inoltre, ha anche una coda significativamente più lunga.

## Distribuzione e habitat
Il citello della Bassa California è endemico della penisola della Bassa California, nello stato messicano di Baja California Sur (Bassa California del Sud). Secondo fonti alternative, sarebbe presente anche nell'estremità meridionale dello stato di Baja California.

## Biologia
Il citello della Bassa California vive principalmente in regioni montuose di origine vulcanica con vegetazione arbustiva secca. La vegetazione tipica del suo habitat comprende varie specie di cactus come Pachycereus pringlei, Cylindropuntia cholla, il cactus a canne d'organo (Stenocereus thurberi) e Stenocereus gummosus, oltre ad altre piante del deserto come Prosopis juliflora, Lysiloma candida, Bursera cerasiflora e Jatropha cinerea. Particolarmente adattato all'ambiente in cui vive, il citello presenta una distribuzione molto frammentata all'interno del suo areale, sebbene si possa incontrare principalmente vicino alle pozze d'acqua della Sierra de la Giganta e della Sierra de San Francisco
Abbiamo a disposizione poche informazioni sulle abitudini di questa specie, e sono state fatte poche osservazioni sul suo comportamento e sulla sua ecologia. La sua dieta, come quella di altri citelli, consiste probabilmente soprattutto di piante, semi e insetti disponibili. Poiché alcuni esemplari sono stati catturati anche in inverno, è probabile che il citello sia attivo tutto l'anno o che effettui solo una breve pausa invernale. Tra i suoi predatori figura probabilmente il coyote (Canis latrans), mentre tra i suoi parassiti figura Enderleinellus orboni, una specie di pidocchio.

## Tassonomia
Il citello della Bassa California viene attualmente classificato come specie indipendente all'interno del genere Otospermophilus. Per lungo tempo è stato classificato, come tutti i citelli, nel genere Spermophilus, seppur all'interno del sottogenere Otospermophilus, ma dopo un'esauriente indagine di biologia molecolare quest'ultimo è stato considerato un genere indipendente, come molti altri ex sottogeneri. La prima descrizione scientifica venne effettuata nel 1889 dallo zoologo americano Walter E. Bryant. Descrisse la specie come una sottospecie del citello delle rocce sotto il nome di Spermophilus grammurus atricapillus a partire da esemplari provenienti dalla regione di Comondú nella penisola della Bassa California. Nel 1959 venne trattata per la prima volta come una specie separata, Spermophilus atricapillus, da Hall e Kelson.
Il citello della Bassa California è considerato una specie sorella del citello di Beechey, ma gli studi di biologia molecolare sulle sequenze del citocromo b del DNA mitocondriale non sono riusciti a identificare differenze significative tra le due specie: esse ricadevano infatti all'interno del range della semplice varianza genetica del citello di Beechey.
La specie è considerata monotipica.

## Conservazione

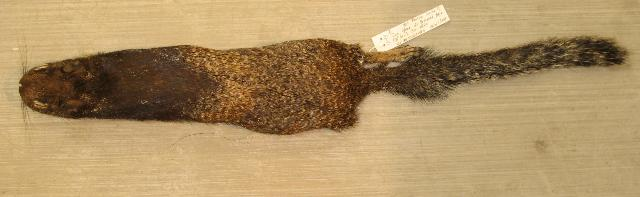
Pelle di citello della Bassa California.

Il citello della Bassa California viene classificato «in pericolo» (Endangered) dall'Unione internazionale per la conservazione della natura (IUCN), che considera il taxon come sottospecie del citello di Beechey (Otospermophilus beecheyi). Tuttavia, non esistono dati concreti riguardanti il numero di esemplari. La valutazione della IUCN si basa sulle ridotte dimensioni dell'areale, con una superficie inferiore a 5000 km², e sulla forte frammentazione dell'habitat. Inoltre, si ritiene che il numero di citelli sia in diminuzione a causa della caccia, dal momento che in alcune zone la specie è considerata nociva per le piantagioni di zucche e peperoncini.